# Župnija Zavrč
Župnija Zavrč je rimskokatoliška teritorialna župnija Dekanije Zavrč Ptujsko-ormoškega naddekanata Nadškofije Maribor.

## Cerkve
| #  | Slika | Cerkev                          | Naselje       |
| -- | ----- | ------------------------------- | ------------- |
| 1. |       | Cerkev sv. Nikolaja             | Zavrč         |
| 2. |       | Cerkev sv. Janeza Krstnika      | Gorenjski Vrh |
| 3. |       | Cerkev Marijinega vnebovzetja   | Zavrč         |
| 4. |       | Cerkev sv. Mohorja in Fortunata | Turški Vrh    |